# Barkas

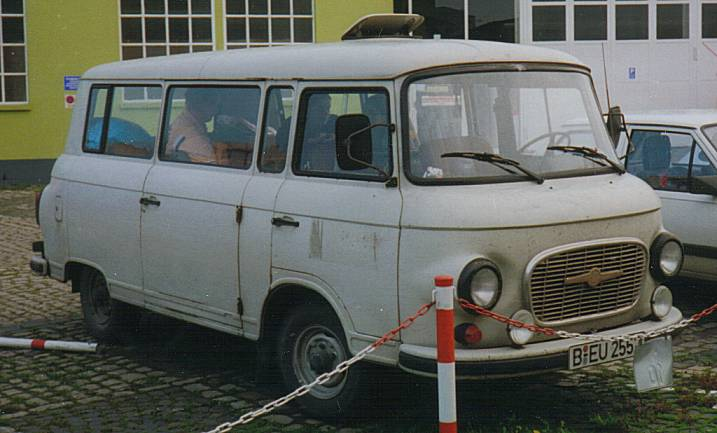
Barkas B1000

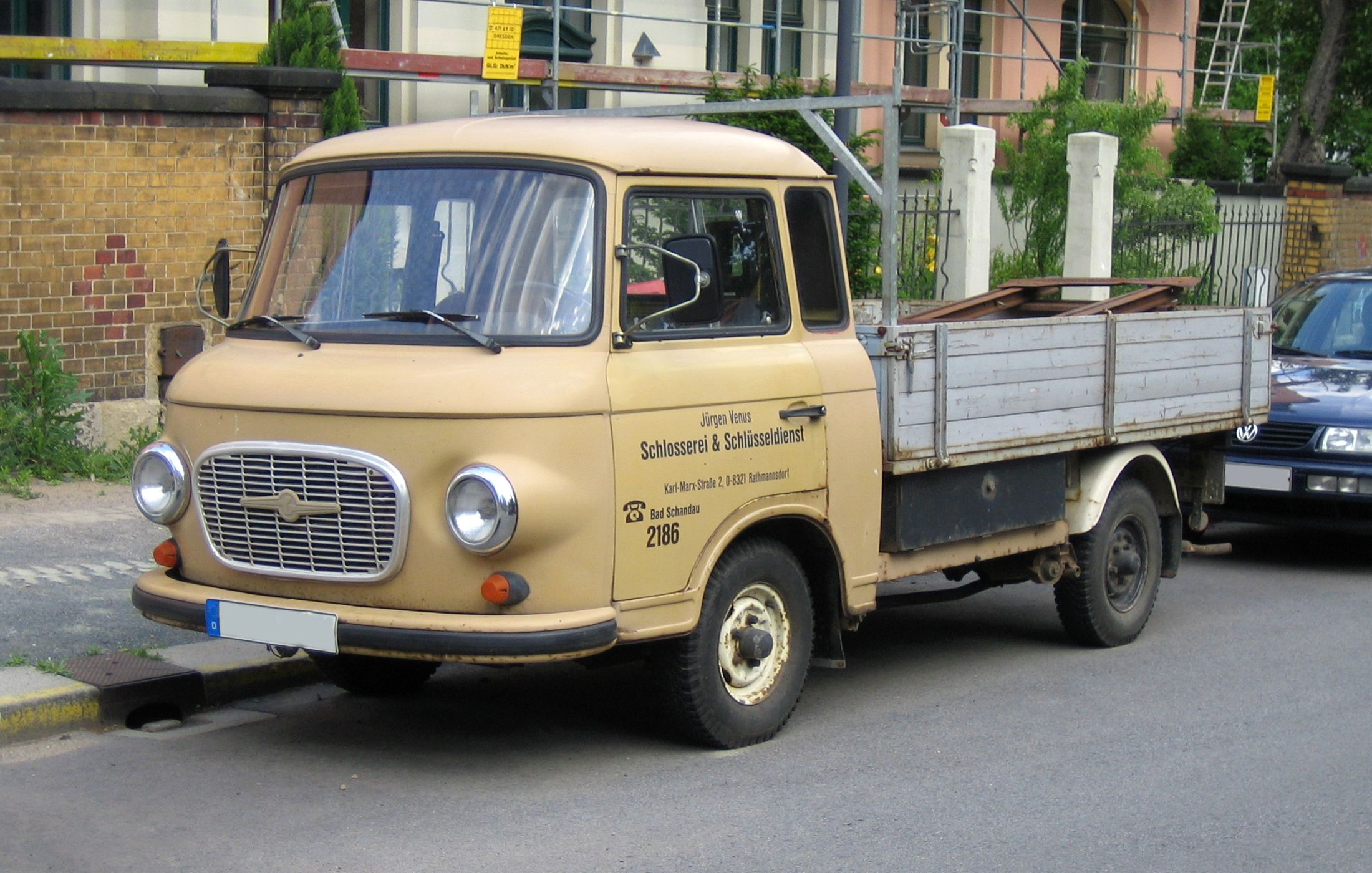
Barkas B1000

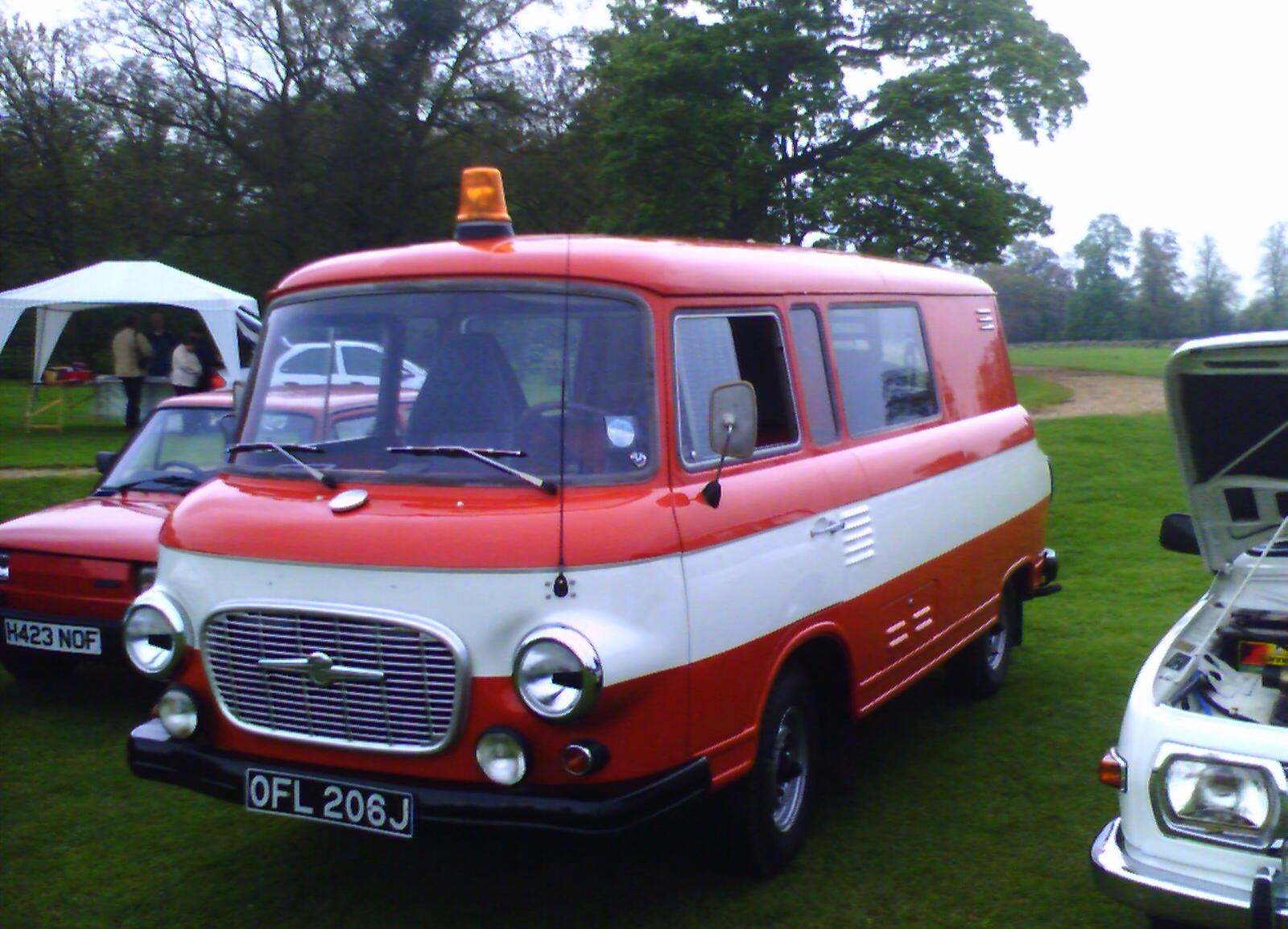
Barkas brandbil

Barkas var ett folkägt företag och fordonstillverkare i Sachsen i DDR. Företaget var underställt IFA-Kombinat Personenkraftwagen.

## Historia
Företaget i Frankenberg har sina rötter som leverantör till DKW-stålverket i Frankenberg i Sachsen. Det grundades av Jørgen Skafte Rasmussen som grundade DKW. Snart utökades produktionen till mindre transportfordon (till att börja med den i Zschopau utvecklade trehjulingen TV 300) med DKW-motorer. Företaget flyttade 1933 till Hainichen och bytte namn till FRAMO-Werke Hainichen.
1957 tillverkade man endast motorfordonen Framo V 901 och Barkas V 901 namn till VEB Barkas-Werke Hainichen
1958 bytte man företagssäte till Karl-Marx-Stadt och bytte därmed namn till VEB Barkas-Werke Karl-Marx-Stadt.

## Barkas B1000
1961 startade serietillverkning av den helt nyutvecklade Barkas B1000, en snabbgående minibuss. Den drevs av en trecylindrig tvåtaktsmotor från Wartburg, ursprungligen 900 cm³ med 39 hästkrafter. Senare, 1962 utökades den till 1000 cm³ med 42 hästkrafter och från 1970 utvecklade 1000 cm³-motorn 46 hästkrafter (DIN). Motorn satt centrerad mellan förar- och passagerarsätet där ett lock kunde tas av för åtkomst till motorn och en servicelucka. Minibussen tillverkades för olika användningsområden, såsom varubil, ambulans, polisbuss och minibuss. Maxhastigheten var 100 km/tim.
På hösten 1989 tillverkades den första Barkas B1000-1. (1989–1991) Även den hade en Wartburg-motor, nu på 1300 cm³ och med 58 hästkrafter, producerad i motorfabriken i Karl-Marx-Stadt av Barkas på licens från Volkswagen. Fram till att produktionen lades ner den 10 april 1991 tillverkades c:a 1 800 fordon. Fördelarna med denna version – lägre bensinförbrukning och bullernivå samt möjligheten att använda bensin utan att blanda i olja – gör att den är eftertraktad och har ett högt värde hos dess hängivare.
Utbyggnadsmöjligheterna såsom plats för bår, väskor, paket och möjlighet för användning som minibuss och bärgningsbil gjorde fordonet flexibelt och användbart. Därmed användes Barkas bl.a. både för persontransport och som polisbil, ambulans och militärfordon. När den introduceras 1961 blev den omtyckt för den för tiden ovanligt höga lastkapaciteten på ett ton och den låga lasthöjden.
På grund av sitt enkla utförande var den relativt tålig och pålitlig. Den hade redan från början framhjulsdrift. Det fanns endast en seriestandard, som kontinuerligt förbättrades. Till exempel kom en LED-mätare för tankinnehåll och kylvattentemperatur till år 1984 och några år senare byttes klappdörren till en skjutdörr.

## Prototyper
Som med andra fordonsmärken i DDR utvecklades olika uppföljare till standardmodellen B1000, men de kom aldrig längre än till prototypstadiet eftersom politikerna inte ville avvika från standarden för serietillverkningen. Ett exempel är B1100 som står utställd på Fahrzeugmuseum Frankenberg. På grund av detta var modellutbudet av DDR-fordon föråldrat i slutet av 80-talet och inte längre konkurrenskraftigt.